# Akatyst ku czci Bogurodzicy
Akatyst ku czci Bogurodzicy – gr. Ακάθιστος Ὕμνος (transliteracja: Akáthistos Hýmnos) – klasyczny akatyst (hymn liturgiczny), najbardziej znany z tego gatunku, wzorcowy do tego stopnia, że nawet określany po prostu jako „Akatyst“. Jako „akatyst“ określa się również nabożeństwo ku czci Matki Boskiej, którego zasadniczą częścią jest ten hymn.
Akatyst ku czci Bogurodzicy pochodzi najprawdopodobniej z V–VI wieku. Jego autorstwo jest niepewne: ostatnio najczęściej bywa przypisywany świętemu Romanowi Pieśniarzowi (Roman Melodos), wcześniej przeważał pogląd o jego pochodzeniu od patriarchy Konstantynopola Sergiusza, albo od diakona Jerzego Pizydesa – zakrystiana w katedrze Hagia Sofia. Na pewno wiadomo, że był uroczyście śpiewany w podzięce za uratowanie Konstantynopola podczas oblężenia awarskiego w 626. Inni podają, że wykonano go dopiero w podziękowaniu za ocalenie stolicy nad Bosforem od oblężeń arabskich za Konstantyna IV w 677 i Leona III w 718.
Około VIII wieku, dzięki kontaktom Wenecjan ze Wschodem, Akatyst został przeniesiony także na Zachód do Włoch. W Wenecji został przetłumaczony na łacinę, stając się inspiracją pobożności maryjnej średniowiecza. Został następnie przetłumaczony na wiele innych języków, w wyniku czego wywarł ogromny wpływ na poezję maryjną całego Kościoła. Polski przekład Akatystu został dokonany w 1965 przez jezuitę Mieczysława Bednarza.
Zasadniczym tematem Akatystu jest udział Matki Boskiej w ziemskim życiu Chrystusa i w Jego kościele. Przeplatają się w nim teksty odnoszące się do Matki Boskiej i Jezusa. Pierwsza połowa Akatystu dotyczy narodzenia Chrystusa oraz zdarzeń z nim związanych i je poprzedzających. Druga połowa ma za przedmiot nadprzyrodzone skutki przyjścia Zbawiciela na ziemię.
Akatyst składa się z 24 strof, które w greckim oryginale zaczynają się od kolejnych liter greckiego alfabetu. Strofy te to na przemian kondakiony (krótkie) i ikosy (dłuższe). Każdy kondakion kończy się refrenem „alleluja“, a ikos – inkantacją „Witaj, Oblubienico dziewicza“. Jak każdy akatyst, ten również jest śpiewany i słuchany na stojąco. Ikosy są recytowane, a kondakiony śpiewa chór cerkiewny. Pełna celebracja Akatystu trwa kilka godzin, ponieważ bywa przeplatany innymi hymnami i psalmami, podczas których wolno siedzieć. Akatyst jest celebrowany w czterech częściach przez cztery pierwsze piątki wielkiego postu. W piąty piątek odśpiewywany jest cały hymn. Ceremonia odbywa się przed ikoną Matki Boskiej, pośrodku cerkwi. Podczas recytacji pierwszego kondakionu kapłan i diakon w procesji opuszczają ołtarz przez Wrota Królewskie (Carskie Wrota), które pozostają otwarte przez cały czas ceremonii.